# Bukek
Bukek is een bestuurslaag in het regentschap Pamekasan van de provincie Oost-Java, Indonesië. Bukek telt 1582 inwoners (volkstelling 2010).